# Lli de flor gran
El lli de flor gran (Linum grandiflorum), és una planta herbàcia de la família de les linàcies. També pot rebre el nom de llinet.

## Particularitats

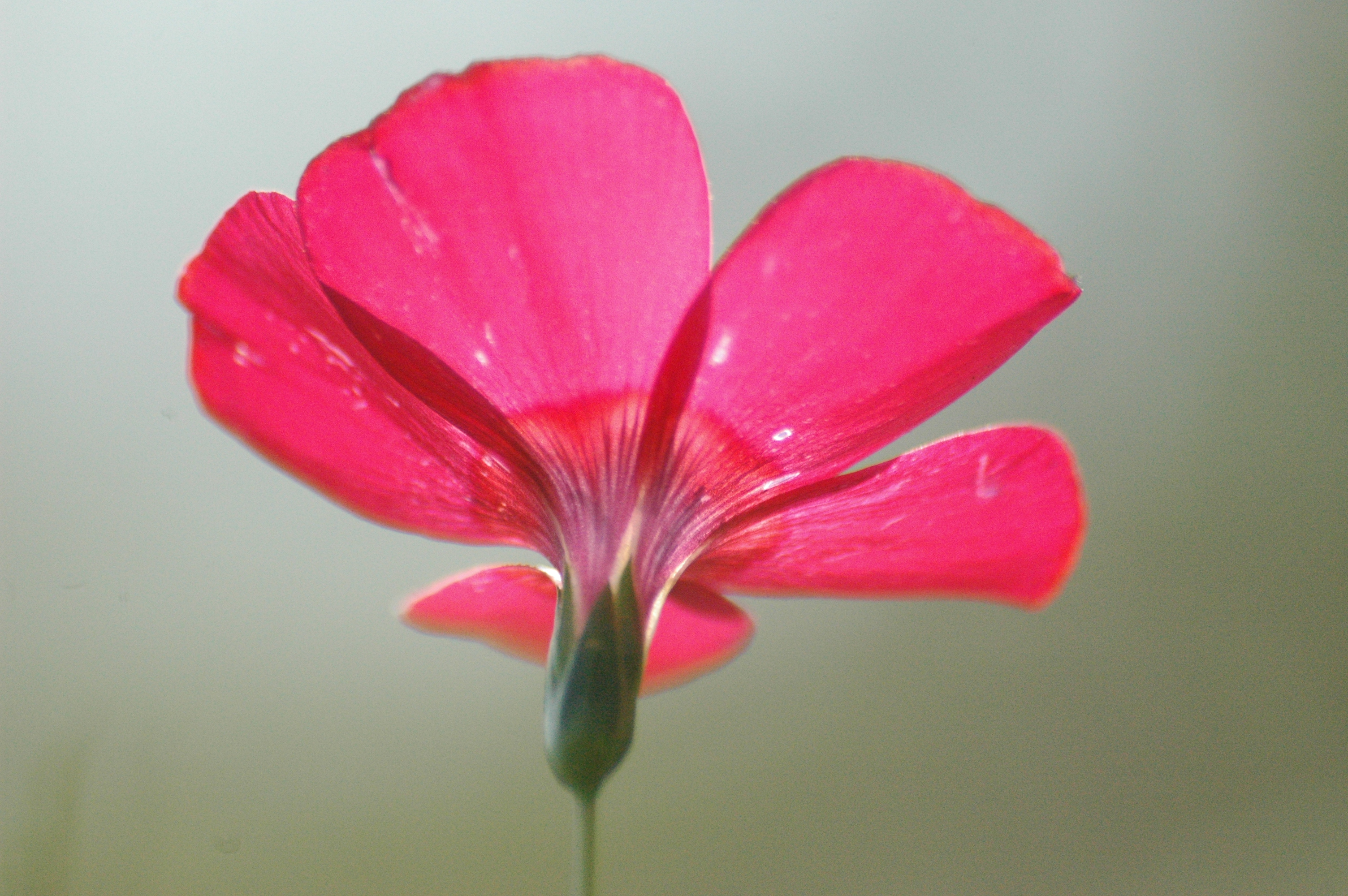
Calze del lli de flor gran

Aquesta planta amb flors de colors vius prové de l'Àfrica del Nord, concretament d'Algèria.
És una planta molt fàcil de cultivar i molt agraïda. Les seves flors duren molt de temps, conservant llur color viu. Per això és força apreciada en jardineria, sobretot la varietat 'rubrum', coneguda per la seva abundància de flors de color roig magrana intens.
De vegades, els individus de llavors procedents d'un jardí proper sobreviuen en estat salvatge durant una estació, però no gaire més.